# Liga Conferência Europa da UEFA de 2023–24
A Liga Conferência Europa da UEFA de 2023–24 (em inglês: 2023–24 UEFA Europa Conference League) foi a terceira edição da Liga Conferência Europa da UEFA, torneio organizado pela UEFA.
A final foi disputada no Estádio Agia Sophia, em Atenas, na Grécia, no dia 29 de maio de 2024. O vencedor se classificou automaticamente para a fase de grupos da Liga Europa da UEFA de 2024–25, a menos que tenha se classificado para a fase de grupos da Liga dos Campeões da UEFA de 2024–25.
Esta edição foi a última com o atual formato de 32 equipes participantes na fase de grupos, depois de a UEFA ter anunciado que um novo formato seria introduzido para a edição seguinte. Devido à mudança de formato, nenhum clube pôde ser transferido para a Liga Conferência Europa da UEFA no formato suíço, e os vencedores desta edição não poderão defender o título. Esta também foi a última temporada com o nome atual, já que será renomeada como Liga Conferência da UEFA a partir da temporada 2024–25. De acordo com a UEFA, a nova denominação da competição permitirá um maior desenvolvimento como uma competição autónoma na sua pesquisa entre adeptos e parceiros comerciais.

## Distribuição de vagas e qualificação
Um total de 178 equipas de 54 das 55 Federações filiadas na UEFA (excluindo a Rússia) participarão da edição 2023–24 da Liga Conferência Europa da UEFA. O ranking das federações é baseado no coeficiente do país e é usado para determinar o número de participantes de cada federação:
- Federações  1–5 qualificam uma equipa cada.
- Federações 6–16 (exceto a Rússia) e 51–55 qualificam duas equipas de cada.
- Federações 17–50 (exceto Liechtenstein) qualificam três equipas de cada.
- Liechtenstein tem uma equipa qualificada (Liechtenstein organiza apenas uma taça nacional e nenhuma liga nacional).
- Além disso, 18 equipas eliminadas da Liga dos Campeões da UEFA de 2023–24 e 25 equipas eliminadas da Liga Europa da UEFA de 2023–24 são transferidas para a Liga Conferência Europa.

### Ranking das associações
Para a edição de 2023–24, as federações foram colocadas segundo o coeficiente de cada país, o qual é determinado pela performance nas competições europeias entre as temporadas de 2017–18 a 2021–22.
Além da colocação baseada nos coeficientes de cada país, as federações podem ter equipas adicionais vindas de outras competições europeias, conforme indicado abaixo:
- (UCL) – Equipas adicionais transferidas da Liga dos Campeões da UEFA
- (UEL) – Equipas adicionais transferidas da Liga Europa da UEFA

| Pos. | Federações      | Coef.   | Equipes | Notas |
| ---- | --------------- | ------- | ------- | ----- |
| 1    | Inglaterra      | 106.641 | 1       |       |
| 2    | Espanha         | 96.141  | 1       |       |
| 3    | Itália          | 76.902  | 1       |       |
| 4    | Alemanha        | 75.213  | 1       |       |
| 5    | França          | 60.081  | 1       |       |
| 6    | Portugal        | 53.382  | 2       |       |
| 7    | Países Baixos   | 49.300  | 2       |       |
| 8    | Áustria         | 38.850  | 2       |       |
| 9    | Escócia         | 36.900  | 2       |       |
| 10   | Rússia          | 34.482  | 0       | [RUS] |
| 11   | Sérvia          | 33.375  | 2       |       |
| 12   | Ucrânia         | 31.800  | 2       |       |
| 13   | Bélgica         | 30.600  | 2       |       |
| 14   | Suíça           | 29.675  | 2       |       |
| 15   | Grécia          | 28.200  | 2       |       |
| 16   | República Checa | 27.800  | 2       |       |
| 17   | Noruega         | 27.250  | 3       |       |
| 18   | Dinamarca       | 27.175  | 3       |       |
| 19   | Croácia         | 27.150  | 3       |       |

| Pos. | Federações           | Coef.  | Equipes | Notas    |
| ---- | -------------------- | ------ | ------- | -------- |
| 20   | Turquia              | 27.100 | 3       |          |
| 21   | Chipre               | 26.375 | 3       |          |
| 22   | Israel               | 24.375 | 3       |          |
| 23   | Suécia               | 22.875 | 3       |          |
| 24   | Bulgária             | 19.500 | 3       |          |
| 25   | Romênia              | 17.150 | 3       | +1 (UCL) |
| 26   | Azerbaijão           | 17.000 | 3       |          |
| 27   | Hungria              | 16.375 | 3       | +1 (UCL) |
| 28   | Polônia              | 15.875 | 3       |          |
| 29   | Cazaquistão          | 15.750 | 3       |          |
| 30   | Eslováquia           | 15.625 | 3       |          |
| 31   | Eslovênia            | 15.000 | 3       |          |
| 32   | Bielorrússia         | 12.500 | 3       |          |
| 33   | Moldávia             | 11.250 | 3       |          |
| 34   | Lituânia             | 10.000 | 3       |          |
| 35   | Bósnia e Herzegovina | 9.125  | 3       |          |
| 36   | Finlândia            | 8.875  | 3       |          |
| 37   | Luxemburgo           | 8.750  | 3       | +1 (UCL) |
| 38   | Letônia              | 8.625  | 3       |          |

| Pos. | Federações         | Coef. | Equipes | Notas    |
| ---- | ------------------ | ----- | ------- | -------- |
| 39   | Kosovo             | 8.166 | 3       | +1 (UCL) |
| 40   | Irlanda            | 8.125 | 3       | +1 (UCL) |
| 41   | Armênia            | 8.125 | 3       | +1 (UCL) |
| 42   | Irlanda do Norte   | 8.083 | 3       | +1 (UCL) |
| 43   | Albânia            | 8.000 | 3       | +1 (UCL) |
| 44   | Ilhas Faroe        | 7.250 | 3       |          |
| 45   | Estônia            | 7.041 | 3       | +1 (UCL) |
| 46   | Malta              | 7.000 | 3       | +1 (UCL) |
| 47   | Geórgia            | 7.000 | 3       | +1 (UCL) |
| 48   | Macedônia do Norte | 7.000 | 3       | +1 (UCL) |
| 49   | Liechtenstein      | 6.500 | 1       | [LIE]    |
| 50   | País de Gales      | 5.500 | 3       | +1 (UCL) |
| 51   | Gibraltar          | 5.416 | 2       | +1 (UCL) |
| 52   | Islândia           | 5.375 | 2       |          |
| 53   | Montenegro         | 4.875 | 2       | +1 (UCL) |
| 54   | Andorra            | 4.665 | 2       | +1 (UCL) |
| 55   | San Marino         | 1.332 | 2       | +1 (UCL) |

Notas
- Liechtenstein (LIE): ^  As sete equipes afiliadas à Associação de Futebol de Liechtenstein (LFV) jogam no sistema de ligas de futebol suíço. A única competição organizada pela LFV é a Taça do Liechtenstein de futebol, cujo vencedor se qualifica para a Liga Conferência Europa.
- Rússia (RUS): ^  No dia 28 de fevereiro de 2022, os clubes e a seleção nacional da Rússia foram suspensos das competições da FIFA e UEFA devido à invasão da Ucrânia pela Rússia em 2022. No dia 2 de maio de 2022, a UEFA confirmou que as equipes russas seriam excluídas da competições da UEFA.

#### Distribuição de vagas por fase
A seguir está a lista de acesso.
Na lista de acesso padrão, os vencedores da Liga Conferência da Europa apuram-se para a fase de grupos da Liga Europa. 
Devido à suspensão da Rússia para a temporada europeia de 2023-24, e uma vez que algumas alterações foram feitas na lista de acesso da Liga Europa após a qualificação do atual detetor do título da Liga da Conferência Europa para a fase de grupos da Liga Europa, foram feitas as seguintes alterações na lista de acesso:
- O vencedor da taça da associação 16 (República Checa) entram na Liga Europa em vez da segunda pré-eliminatória da Liga Conferência da Europa.
- Os vencedores das taças das associações 17 a 19 (Noruega, Dinamarca e Croácia) entram na terceira pré-eliminatória em vez da segunda pré-eliminatória.
- Os vencedores das taças nacionais das associações 30 a 39 (Eslováquia, Eslovênia, Bielorrússia, Moldávia, Lituânia, Bósnia e Herzegovina, Finlândia, Luxemburgo, Letônia e Kosovo) entram na segunda pré-eliminatória em vez da primeira pré-eliminatória.

Combinando com a classificação do detentor do título da Liga dos Campeões Manchester City para a fase de grupos da Liga dos Campeões através de sua liga nacional, as seguintes alterações na lista de acesso foram feitas:
- Dois dos perdedores da primeira pré-eliminatória da Liga dos Campeões recebem byes e entram na terceira pré-eliminatória em vez da segunda pré-eliminatória

|                                        |                                        | Equipas que entram nesta fase | Equipas provenientes da fase anterior                                                                             | Equipas provenientes da Liga dos Campeões ou Liga Europa                                                                 |
| -------------------------------------- | -------------------------------------- | --- | --- | --- |
| Primeira pré-eliminatória (62 equipas) | Primeira pré-eliminatória (62 equipas) | - 16 vencedores da taça nacional das federações 40–55 - 25 vice-campeões das federações 30–55 (exceto Liechtenstein)[LIE] - 21 equipas que terminaram em 3º lugar do campeonato nacional das federações 29–50 (exceto Liechtenstein)[LIE] | | |
| Segunda pré-eliminatória (106 equipas) | Caminho dos Campeões (16 equipes)      | | | - 3 perdedores da fase preliminar da Liga dos Campeões - 13 perdedores da primeira pré-eliminatória da Liga dos Campeões |
| Segunda pré-eliminatória (106 equipas) | Caminho da liga (90 equipas)           | - 20 vencedores da copa nacional das associações 20–39 - 14 vice-campeões da liga nacional das associações 16–29 - 16 equipes que terminaram em 3º lugar a liga nacional das associações 13–28 - 8 equipes que terminaram em 4º lugar a liga nacional das associações 7–15 (exceto a Rússia)[RUS] - 1 equipe que terminou em 5º lugar a liga nacional da associação 6 | - 31 vencedores da primeira pré-eliminatória                                                                      | |
| Terceira pré-eliminatória (64 equipes) | Caminho dos Campeões (10 equipes)      | | - 8 vencedores da segunda pré-eliminatória (Caminho dos Campeões)                                                 | - 2 perdedores da primeira pré-eliminatória da Liga dos Campeões                                                         |
| Terceira pré-eliminatória (64 equipes) | Caminho da liga (54 equipes)           | - 3 vencedores da taça das associações 17-19 - 5 equipes que terminaram em 3º lugar a liga nacional na associação 7-12 - 1 equipe que terminou em 4º lugar da liga nacional da associação 6 | - 45 vencedores da segunda pré-eliminatória (Caminho da Liga)                                                     | |
| ronda Play-off (44 equipes)            | Caminho dos Campeões (10 equipes)      | | - 5 vencedores da terceira pré-eliminatória (Caminho dos Campeões)                                                | - 5 perdedores da terceira pré-eliminatória da Liga Europa (Caminho dos Campeões)                                        |
| ronda Play-off (44 equipes)            | Caminho da liga (34 equipes)           | - 1 equipe que terminou em 5º lugar a liga nacional da associação 5 - 4 equipes que terminaram em 6º lugar na liga nacional das associações 2–4 (vencedor da EFL Cup para a Inglaterra) | - 27 vencedores da terceira pré-eliminatória (Caminho da Liga)                                                    | - 2 perdedores da terceira pré-eliminatória da Liga Europa (Caminho da Liga)                                             |
| Fase de grupos (32 Equipes)            | Fase de grupos (32 Equipes)            | | - 5 vencedores da ronda do play-off (Caminho dos Campeões) - 17 vencedores da ronda do play-off (Caminho da Liga) | - 10 perdedores da ronda de play-off da Liga Europa                                                                      |
| 16 avos de final (16 times)            | 16 avos de final (16 times)            | | - 8 vice-campeões de grupo na fase de grupos                                                                      | - 8 equipes que terminaram em 3º lugar da fase de grupos da Liga Europa                                                  |
| Fase final (16 times)                  | Fase final (16 times)                  | | - 8 vencedores de grupos da fase de grupos - 8 vencedores dso Play-offs da fase final                             | |

## Equipes classificadas
Os rótulos entre parênteses mostram como cada equipe se classificou para o lugar de sua rodada inicial:
- CW: vencedores da taça ou copa
- 2º, 3º, 4º, 5º, 6º, etc.: posição da liga
- Abd-: Posição da equipe na liga foi abandonada por determinação da associação nacional; todas as equipes estão sujeitas à aprovação da UEFA.
- LC: vencedores da Taça da Liga
- RW: vencedores da temporada regular
- PW: vencedores dos "play-offs" das competições europeias de final de época
- UCL: Transferido da Liga dos Campeões
  - Q1: Perdedores da primeira pré-eliminatória
  - PR: Perdedores da fase preliminar (F: final; SF: semifinal)
- UEL: Transferido da Liga Europa
  - GS: Equipes de terceiros colocados da fase de grupos
  - PO: Perdedores da rodada do play-off
  - CH/LP Q3: Perdedores da terceira pré-eliminatória (Caminho dos Campeões/Caminho da Liga)

A segunda pré-eliminatória, terceira pré-eliminatória e a rodada de play-off foram divididas em Caminho dos Campeões e Caminho da Liga.
| 16 avos de final               | 16 avos de final               | 16 avos de final            | 16 avos de final           |
| ------------------------------ | ------------------------------ | --------------------------- | -------------------------- |
| (UEL GS)                       | (UEL GS)                       | (UEL GS)                    | (UEL GS)                   |
| (UEL GS)                       | (UEL GS)                       | (UEL GS)                    | (UEL GS)                   |
| Fase de Grupos                 |                                |                             |                            |
| Zorya Luhansk (UEL PO)         | Ludogorets Razgrad (UEL PO)    | KÍ (UEL PO)                 | Slovan Bratislava (UEL PO) |
| Čukarički (UEL PO)             | Aberdeen (UEL PO)              | Olimpija Ljubljana (UEL PO) | Dínamo Zagreb (UEL PO)     |
| Lugano (UEL PO)                | Zrinjski Mostar (UEL PO)       |                             |                            |
| Play-off                       |                                |                             |                            |
| Caminho dos Campeões           | Caminho dos Campeões           | Caminho da Liga             | Caminho da Liga            |
| Breidablik (UEL CH Q3)         | Žalgiris (UEL CH Q3)           | Aston Villa (7º)            | Osasuna (7º)               |
| Astana (UEL CH Q3)             | BATE Borisov (UEL CH Q3)       | Fiorentina (8º)             | Eintracht Frankfurt (7º)   |
| HJK (UEL CH Q3)                |                                | Lille (5º)                  | Genk (UEL LP Q3)           |
|                                |                                | Dnipro-1 (UEL LP Q3)        |                            |
| Terceira pré-eliminatória      |                                |                             |                            |
| Caminho dos Campeões           | Caminho dos Campeões           | Caminho da Liga             | Caminho da Liga            |
| Lincoln Red Imps (UCL Q1)      | Flora (UCL Q1)                 | Arouca (5.º)                | AZ Alkmaar (4.º)           |
|                                |                                | Rapid Viena (4.º)           | Heart of Midlothian (4.º)  |
| Partizan Belgrado (4.º)        | Dínamo de Kiev (4.º)           |                             |                            |
| Brann (CW)                     | Nordsjælland (2.°)             |                             |                            |
| Hajduk Split (CW)              |                                |                             |                            |
| Segunda pré-eliminatória       |                                |                             |                            |
| Caminho dos Campeões           | Caminho dos Campeões           | Caminho da Liga             | Caminho da Liga            |
| Larne (UCL Q1)                 | Ballkani (UCL Q1)              | Vitória de Guimarães (6º)   | Twente (PW)                |
| Swift Hesperange (UCL Q1)      | Ferencváros (UCL Q1)           | Austria Viena (PW)          | Hibernian (5º)             |
| Dinamo Tbilisi (UCL Q1)        | Valmiera (UCL Q1)              | Vojvodina (4º)              | Vorskla Poltava (5º)[UKR]  |
| Shamrock Rovers (UCL Q1)       | Urartu (UCL Q1)                | Brugge (3º)                 | Gent (4º)                  |
| The New Saints (UCL Q1)        | Partizani Tirana (UCL Q1)      | Luzern (4º)                 | Basel (PW)                 |
| Farul Constanţa (UCL Q1)       | Ħamrun Spartans (UCL Q1)       | PAOK (3º)                   | Aris (4º)                  |
| Struga (UCL Q1)                | Budućnost Podgorica (UCL PR F) | Viktoria Plzeň (3º)         | Bohemians Praga (4º)       |
| Atlètic d'Escaldes (UCL PR SF) | Tre Penne (UCL PR SF)          | FK Bodø/Glimt (2º)          | Rosenborg (3º)             |
|                                |                                |                             |                            |
| AGF (3º)                       | Midtjylland                    |                             |                            |
| Osijek (3º)                    | Rijeka (4º)                    |                             |                            |
| Fenerbahçe (2º)                | Beşiktaş (3º)                  |                             |                            |
| Adana Demirspor (CW)           | Omonia (3º)                    |                             |                            |
| APOEL (4º)                     | AEK Larnaca (CW)               |                             |                            |
| Beitar Jerusalem (3º)          | Hapoel Be'er Sheva (4º)        |                             |                            |
| Maccabi Tel Aviv (2º)          | Djurgårdens IF (3º)            |                             |                            |
| Hammarby (4º)                  | Kalmar (CW)                    |                             |                            |
| CSKA Sofia (2º)                | CSKA 1948 (PW)                 |                             |                            |
| Levski Sofia (CW)              | Sepsi OSK (2º)                 |                             |                            |
| FCSB (PW)                      | Cluj (2º)                      |                             |                            |
| Gabala (4º)                    | Sabah (4º)                     |                             |                            |
| Neftçi Baku (CW)               | Zalaegerszegi (2º)             |                             |                            |
| Kecskeméti (4º)                | Debrecen (2º)                  |                             |                            |
| Legia Warszawa (3º)            | Lech Poznań (4º)               |                             |                            |
| Pogoń Szczecin (3º)            | Ordabasy (4º)                  |                             |                            |
| Aktobe (3º)                    | Spartak Trnava (4º)            |                             |                            |
| Celje (3º)                     | Torpedo-BelAZ (4º)             |                             |                            |
| Petrocub Hîncești (3º)         | Kauno Žalgiris (4º)            |                             |                            |
| Borac Banja Luka (3º)          | KuPS (4º)                      |                             |                            |
| Déifferdeng (3º)               | Auda (4º)                      |                             |                            |
| Drita (3º)                     |                                |                             |                            |
| Primeira pré-eliminatória      |                                |                             |                            |
| Tobol (3º)                     | DAC Dunajská Streda (3º)       | Žilina (4º)                 | Maribor (3º)               |
| Domžale (4º)                   | Dinamo Minsk (2º)              | Neman Grodno (PW)           | Zimbru Chișinău (3º)       |
| Milsami Orhei (4º)             | Panevėžys (2º)                 | Hegelmann (3º)              | Željezničar (2º)           |
| Sarajevo (3º)                  | Honka (3º)                     | Haka (4º)                   | Progrès Niederkorn (2º)    |
| F91 Dudelange (3º)             | Riga (3º)                      | RFS (4º)[ARM]               | Gjilani (CW)               |
| Dukagjini (4º)                 | Derry City (2º)                | Dundalk (3º)                | St Patrick's Athletic (CW) |
| Pyunik (2º)                    | Ararat-Armenia (PW)            | Alashkert (CW)              | Crusaders (2º)             |
| Linfield (3º)                  | Glentoran (CW)                 | Egnatia (3º)                | Tirana (4º)                |
| Vllaznia (2º)                  | Víkingur Reykjavík (3º)        | HB Tórshavn (4º)            | B36 Tórshavn (CW)          |
| Narva Trans (3º)               | Levadia (4º)                   | Paide Linnameeskond (CW)    | Birkirkara (2º)            |
| Gżira United (3º)              | Balzan (CW)                    | Torpedo Kutaisi (2º)        | Dinamo Batumi (3º)         |
| Dila Gori (2º)                 | Makedonija GP (3º)             | Shkupi (4º)                 | Shkëndija (CW)             |
| Vaduz (3º)                     | Connah's Quay Nomads (4º)      | Penybont (2º)               | Haverfordwest County (3º)  |
| Bruno's Magpies (2º)           | Europa (3º)                    | Víkingur (CW)               | KA (2º)                    |
| Sutjeska Nikšić (CW)           | Arsenal Tivat (2º)             | Inter Club d'Escaldes (CW)  | FC Santa Coloma (2º)       |
| Cosmos (CW)                    | Flora (2º)                     |                             |                            |

Notas
- Liga dos Campeões (UCL Q1): Dois dos perdedores da primeira pré-eliminatória da Liga dos Campeões foram sorteados para receber byes para a terceira pré-eliminatória (Campo dos Campeões), já que dois perdedores a menos foram transferidos para a segunda pré-eliminatória (Caminho dos Campeões), devido aos Campeões As vagas na fase de grupos da liga foram desocupadas após a qualificação dos detentores do título da UCL por posição na liga e a suspensão da Rússia da temporada europeia de 2023–24.
- Bielorrússia (BLR): Os vencedores Shakhtyor Soligorsk e vice-campeões Energetik-BGU Minsk da Premier League bielorrussa de 2022 foram considerados culpados de manipulação de resultados pela Federação de Futebol da Bielorrússia e tiveram suas licenças da UEFA negadas. O quinto colocado Isloch também teve negada a licença da UEFA devido ao seu envolvimento em outro escândalo de manipulação de resultados. Os sexto e sétimo colocados, Minsk e Gomel, não solicitaram licenças da UEFA. Como o oitavo colocado Torpedo-BelAZ já havia se classificado para a segunda pré-eliminatória como vencedor da copa, a vaga na Europa Conference League reservada para o habitual terceiro colocado foi passada para o time mais bem colocado que recebeu uma licença da UEFA, Neman Grodno, que terminou em nono.[6] [7] [8]
- Itália (ITA): Devido a uma violação dos regulamentos financeiros da UEFA, o sétimo colocado Juventus foi excluído da competição de clubes masculinos da UEFA. Posteriormente, a oitava colocada Fiorentina conquistou seu lugar na Europa Conference League.[9]
- Kosovo (KOS): Prishtina teria se qualificado para a segunda pré-eliminatória da Liga da Conferência Europa como vencedor da Copa Kosovar de 2022–23, mas não conseguiu obter uma licença da UEFA. Como resultado, a vaga reservada para a segunda pré-eliminatória foi dada ao vice-campeão da Superliga de Futebol de Kosovo de 2022–23, Drita, que originalmente entrou na primeira pré-eliminatória, e a vaga reservada para a primeira pré-eliminatória foi dada ao quarto colocado, Dukagjini.[10]
- Liechtenstein (LIE): ^  As sete equipes afiliadas à Associação de Futebol de Liechtenstein (LFV) jogam no sistema de ligas de futebol suíço. A única competição organizada pela LFV é a Taça do Liechtenstein de futebol, cujo vencedor se qualifica para a Liga Conferência Europa.
- Rússia (RUS): ^  No dia 28 de fevereiro de 2022, os clubes e a seleção nacional da Rússia foram suspensos das competições da FIFA e UEFA devido à invasão da Ucrânia pela Rússia em 2022.[11] No dia 2 de maio de 2022, a UEFA confirmou que as equies russas seriam excluídas da competições da UEFA de 2022–23.[12]
- San Marino (SMR): O Virtus, vencedor da Copa, foi considerado culpado de manipulação de resultados e teve sua licença da UEFA negada. O terceiro colocado da liga, La Fiorita, foi escolhido como seu substituto pela Federação de Futebol de San Marino.[13]
- Ucrânia (UKR): ^  A Copa da Ucrânia de 2022–23 foi abandonada devido à invasão russa na Ucrânia. As vagas reservadas para o terceiro e quarto colocados do campeonato foram transferidas para o quarto e quinto colocados do campeonato, respectivamente.

## Calendário
O calendário da competição é o seguinte. As partidas estão marcadas para as quintas-feiras, exceto a final, que acontece na quarta-feira, mas excepcionalmente pode acontecer às terças ou quartas-feiras devido a conflitos de agenda.
| Fase              | Rodada                    | Data de Sorteio         | Partida de ida                                    | Partida de volta                                  |
| ----------------- | ------------------------- | ----------------------- | ------------------------------------------------- | ------------------------------------------------- |
| Qualificações     | Primeira pré–eliminatória | 20 de junho de 2023     | 13 de julho de 2023                               | 20 de julho de 2023                               |
| Qualificações     | Segunda pré–eliminatória  | 21 de junho de 2023     | 27 de julho de 2023                               | 3 de agosto de 2023                               |
| Qualificações     | Terceira pré–eliminatória | 24 de julho de 2023     | 10 de agosto de 2023                              | 17 de agosto de 2023                              |
| Qualificações     | Play-offs                 | 7 de agosto de 2023     | 24 de agosto de 2023                              | 31 de agosto de 2023                              |
| Fase de grupos    | 1ª rodada                 | 1 de setembro de 2023   | 21 de setembro de 2023                            | 21 de setembro de 2023                            |
| Fase de grupos    | 2ª rodada                 | 1 de setembro de 2023   | 5 de outubro de 2023                              | 5 de outubro de 2023                              |
| Fase de grupos    | 3ª rodada                 | 1 de setembro de 2023   | 26 de outubro de 2023                             | 26 de outubro de 2023                             |
| Fase de grupos    | 4ª rodada                 | 1 de setembro de 2023   | 9 de novembro de 2023                             | 9 de novembro de 2023                             |
| Fase de grupos    | 5ª rodada                 | 1 de setembro de 2023   | 30 de novembro de 2023                            | 30 de novembro de 2023                            |
| Fase de grupos    | 6ª rodada                 | 1 de setembro de 2023   | 14 de dezembro de 2023                            | 14 de dezembro de 2023                            |
| Fase eliminatória | 16 avos de final          | 18 de dezembro de 2023  | 15 de fevereiro de 2024                           | 22 de fevereiro de 2024                           |
| Fase eliminatória | Oitavas de finais         | 23 de fevereiro de 2024 | 7 de março de 2024                                | 14 de março de 2024                               |
| Fase eliminatória | Quartas de finais         | 15 de março de 2024     | 11 de abril de 2024                               | 18 de abril de 2024                               |
| Fase eliminatória | Semifinais                | 15 de março de 2024     | 2 de maio de 2024                                 | 9 de maio de 2024                                 |
| Fase eliminatória | Final                     | 15 de março de 2024     | 29 de maio de 2024 no Estádio Agia Sophia, Atenas | 29 de maio de 2024 no Estádio Agia Sophia, Atenas |

## Rodadas de qualificação

### Primeira pré-eliminatória
O sorteio da primeira pré-eliminatória foi realizado a 20 de junho de 2023. A partida de ida foi disputada em 12 e 13 de julho e a partida de volta em 18 e 20 de julho de 2023.
Os vencedores das eliminatórias avançam para a segunda pré-eliminatória do Caminho da Liga. Os perdedores serão eliminados das competições europeias da temporada.
| Equipe 1              | Total         | Equipe 2              | 1.º jogo | 2.º jogo |
| --------------------- | ------------- | --------------------- | -------- | -------- |
| Sutjeska Nikšić       | 2–1           | Cosmos                | 1–0      | 1–1      |
| Domžale               | 4–5 (pro)     | Balzan                | 1–4      | 3–1      |
| Vaduz                 | 2–3           | Neman Grodno          | 1–2      | 1–1      |
| Ararat-Armenia        | 5–5 (4–2 p)   | Egnatia               | 1–1      | 4–4      |
| Torpedo Kutaisi       | 3–3 (4–2 p)   | Sarajevo              | 2–2      | 1–1      |
| Alashkert             | 7–2           | Arsenal Tivat         | 1–1      | 6–1      |
| Željezničar           | 4–3           | Dinamo Minsk          | 2–2      | 2–1      |
| La Fiorita            | 1–2           | Zimbru Chișinău       | 1–1      | 0–1      |
| Maribor               | 3–2           | Birkirkara            | 1–1      | 2–1      |
| Tirana                | 3–2           | Dinamo Batumi         | 1–1      | 2–1      |
| Bruno's Magpies       | 1–3           | Dundalk               | 0–0      | 1–3      |
| Inter Club d'Escaldes | 3–2           | Víkingur              | 2–1      | 1–1      |
| Progrès Niederkorn    | 4–2           | Gjilani               | 2–2      | 2–0      |
| Linfield              | 3–2           | Vllaznia              | 3–1      | 0–1      |
| KA                    | 4–0           | Connah's Quay Nomads  | 2–0      | 2–0      |
| Shkëndija             | 1–1 (2–4 p)   | Haverfordwest County  | 1–0      | 0–1      |
| Haka                  | 2–3           | Crusaders             | 2–2      | 0–1      |
| HB Tórshavn           | 0–1           | Derry City            | 0–0      | 0–1      |
| Riga                  | 2–1           | Víkingur Reykjavík    | 2–0      | 0–1      |
| Žilina                | 4–2           | FCI Levadia           | 2–1      | 2–1      |
| Pyunik                | 5–0           | Narva Trans           | 2–0      | 3–0      |
| Panevėžys             | 3–2           | Milsami Orhei         | 2–2      | 1–0      |
| Tobol                 | 2–1           | Honka                 | 2–1      | 0–0      |
| DAC Dunajská Streda   | 2–3           | Dila Gori             | 2–1      | 0–2      |
| Makedonija GP         | 1–5           | RFS                   | 0–1      | 1–4      |
| Dukagjini             | 5–3           | Europa                | 2–1      | 3–2      |
| Penybont              | 1–3 (pro)     | FC Santa Coloma       | 1–1      | 0–2      |
| Hegelmann             | 0–5           | Shkupi                | 0–5      | 0–0      |
| F91 Dudelange         | 5–3           | St Patrick's Athletic | 2–1      | 3–2      |
| B36 Tórshavn          | 2–0 (pro)     | Paide Linnameeskond   | 0–0      | 2–0      |
| Gżira United          | 3–3 (14–13 p) | Glentoran             | 2–2      | 1–1      |

Notas
1. 1 2 3  Ordem das partidas invertida após o sorteio original.

### Segunda pré-eliminatória
O sorteio da segunda pré-eliminatória foi realizado em 21 de junho de 2023. A primeira partida foi disputada em 25 a 27 de julho e a segunda partida em 1 a 3 de agosto de 2023.
Os vencedores dos empates avançam para a terceira pré-eliminatória do respetivo percurso. Os perdedores serão eliminados das competições europeias da temporada.
| Equipe 1                | Total | Equipe 2            | 1.º jogo | 2.º jogo |
| ----------------------- | ----- | ------------------- | -------- | -------- |
| Tre Penne               | 0–10  | Valmiera            | 0–3      | 0–7      |
| Ferencváros             | 6–0   | Shamrock Rovers     | 4–0      | 2–0      |
| The New Saints          | 3–4   | Swift Hesperange    | 1–1      | 2–3      |
| Atlètic Club d'Escaldes | 1–5   | Partizani           | 0–1      | 1–4      |
| Ħamrun Spartans         | 3–1   | Dinamo Tbilisi      | 2–1      | 1–0      |
| Farul Constanța         | 6–4   | Urartu              | 3–2      | 3–2      |
| Struga                  | 5–3   | Budućnost Podgorica | 1–0      | 4–3      |
| Ballkani                | 7–1   | Larne               | 3–0      | 4–1      |

| Equipe 1              | Total       | Equipe 2             | 1.º jogo | 2.º jogo |
| --------------------- | ----------- | -------------------- | -------- | -------- |
| Dukagjini             | 1–7         | Rijeka               | 0–1      | 1–6      |
| Gżira United          | 3–2         | F91 Dudelange        | 2–0      | 1–2      |
| Djurgårdens IF        | 2–3         | Luzern               | 1–2      | 1–1      |
| Celje                 | 4–4 (4–2 p) | Vitória de Guimarães | 3–4      | 1–0      |
| Sutjeska              | 2–3 (pro)   | FC Santa Coloma      | 2–0      | 0–3      |
| Hapoel Be'er Sheva    | 2–1         | Panevėžys            | 1–0      | 1–1      |
| Vorskla Poltava       | 3–4         | Dila Gori            | 2–1      | 1–3      |
| CFR Cluj              | 2–3         | Adana Demirspor      | 1–1      | 1–2      |
| Ordabasy              | 4–5         | Legia Varsóvia       | 2–2      | 2–3      |
| RFS                   | 1–4         | Sabah                | 0–2      | 1–2      |
| Beşiktaş              | 5–1         | Tirana               | 3–1      | 2–0      |
| Željezničar           | 2–4         | Neftçi               | 2–2      | 0–2      |
| APOEL                 | 4–1         | Vojvodina            | 2–1      | 2–1      |
| CSKA 1948             | 2–4         | FCSB                 | 0–1      | 2–3      |
| Alashkert             | 2–2 (1–3 p) | Debrecen             | 0–1      | 2–1      |
| Lech Poznań           | 5–2         | Kauno Žalgiris       | 3–1      | 2–1      |
| Kalmar FF             | 2–4         | Pyunik               | 1–2      | 1–2      |
| Bodø/Glimt            | 7–2         | Bohemians 1905       | 3–0      | 4–2      |
| Auda                  | 2–5         | Spartak Trnava       | 1–1      | 1–4      |
| Osijek                | 3–1         | Zalaegerszeg         | 1–0      | 2–1      |
| Twente                | 2–1 (pro)   | Hammarby IF          | 1–0      | 1–1      |
| KA                    | 5–3         | Dundalk              | 3–1      | 2–2      |
| Brugge                | 3–1         | AGF                  | 3–0      | 0–1      |
| Crusaders             | 4–5 (pro)   | Rosenborg            | 2–2      | 2–3      |
| Inter Club d'Escaldes | 3–7         | Hibernian            | 2–1      | 1–6      |
| Viktoria Plzeň        | 2–1         | Drita                | 0–0      | 2–1      |
| B36 Tórshavn          | 3–2         | Haverfordwest County | 2–1      | 1–1      |
| Basel                 | 3–4         | Tobol                | 1–3      | 2–1      |
| Differdange 03        | 3–4         | Maribor              | 1–1      | 2–3      |
| Austria Wien          | 3–1         | Borac Banja Luka     | 1–0      | 2–1      |
| CSKA Sofia            | 0–6         | Sepsi OSK            | 0–2      | 0–4      |
| Ararat-Armenia        | 1–2         | Aris                 | 1–1      | 0–1      |
| Maccabi Tel Aviv      | 5–0         | Petrocub Hîncești    | 3–0      | 2–0      |
| Torpedo-BelAZ Zhodino | 3–4         | AEK Larnaca          | 2–3      | 1–1      |
| Torpedo Kutaisi       | 3–5         | Aktobe               | 1–4      | 2–1      |
| Midtjylland           | 3–2 (pro)   | Progrès Niederkorn   | 2–0      | 1–2      |
| Derry City            | 5–4         | KuPS                 | 2–1      | 3–3      |
| Gent                  | 10–3        | Žilina               | 5–1      | 5–2      |
| Kecskemét             | 3–4         | Riga                 | 2–1      | 1–3      |
| Linfield              | 4–8         | Pogoń Szczecin       | 2–5      | 2–3      |
| PAOK                  | 4–1         | Beitar Jerusalem     | 0–0      | 4–1      |
| Neman Grodno          | 2–0         | Balzan               | 2–0      | 0–0      |
| Fenerbahçe            | 9–0         | Zimbru Chișinău      | 5–0      | 4–0      |
| Gabala                | 3–7         | Omonia               | 2–3      | 1–4      |
| Shkupi                | 0–3         | Levski Sofia         | 0–2      | 0–1      |

Notas
1. 1 2 3  Ordem das partidas invertida após o sorteio original.

### Terceira pré-eliminatória
O sorteio da terceira pré-eliminatória foi realizado em 24 de julho de 2023. A primeira partida foi disputada em 10 de agosto e a segunda partida em 17 de agosto de 2023.
Os vencedores avançam para o Play-off do seu respetivo percurso. Os perdedores serão eliminados das competições europeias da temporada.
| Equipe 1        | Total | Equipe 2         | 1.º jogo | 2.º jogo |
| --------------- | ----- | ---------------- | -------- | -------- |
| Ħamrun Spartans | 2–8   | Ferencváros      | 1–6      | 1–2      |
| Farul Constanța | 5–0   | Flora            | 3–0      | 2–0      |
| Valmiera        | 1–3   | Partizani        | 1–2      | 0–1      |
| Ballkani        | 5–1   | Lincoln Red Imps | 2–0      | 3–1      |
| Struga          | 4–3   | Swift Hesperange | 3–1      | 1–2      |

| Equipe 1           | Total       | Equipe 2            | 1.º jogo | 2.º jogo |
| ------------------ | ----------- | ------------------- | -------- | -------- |
| AEK Larnaca        | 1–2         | Maccabi Tel Aviv    | 1–1      | 0–1      |
| Sabah              | 2–2 (4–5 p) | Partizan Belgrado   | 2–0      | 0–2      |
| Sepsi OSK          | 2–1         | Aktobe              | 1–1      | 1–0      |
| Rapid Wien         | 5–0         | Debrecen            | 0–0      | 5–0      |
| Hajduk Split       | 0–3         | PAOK                | 0–0      | 0–3      |
| FC Santa Coloma    | 0–3         | AZ Alkmaar          | 0–1      | 0–2      |
| Celje              | 5–1         | Neman Grodno        | 1–0      | 4–1      |
| Neftçi             | 2–5         | Beşiktaş            | 1–3      | 1–2      |
| Omonia             | 2–5         | Midtjylland         | 1–0      | 1–5      |
| Aris               | 2–2 (5–6 p) | Dynamo Kyiv         | 1–0      | 1–2      |
| Legia Varsóvia     | 6–5         | Austria Wien        | 1–2      | 5–3      |
| Hapoel Be'er Sheva | 1–2         | Levski Sofia        | 0–0      | 1–2      |
| Hibernian          | 5–3         | Luzern              | 3–1      | 2–2      |
| Viktoria Plzeň     | 6–0         | Gżira United        | 4–0      | 2–0      |
| Arouca             | 3–4         | Brann               | 2–1      | 1–3      |
| Gent               | 6–2         | Pogoń Szczecin      | 5–0      | 1–2      |
| Adana Demirspor    | 7–4         | Osijek              | 5–1      | 2–3      |
| B36 Tórshavn       | 1–5         | Rijeka              | 1–3      | 0–2      |
| Twente             | 5–0         | Riga                | 2–0      | 3–0      |
| Rosenborg          | 3–4         | Heart of Midlothian | 2–1      | 1–3      |
| Fenerbahçe         | 6–1         | Maribor             | 3–1      | 3–0      |
| Brugge             | 10–2        | KA                  | 5–1      | 5–1      |
| Dila Gori          | 0–3         | APOEL               | 0–2      | 0–1      |
| Lech Poznań        | 3–4         | Spartak Trnava      | 2–1      | 1–3      |
| FCSB               | 0–2         | Nordsjælland        | 0–0      | 0–2      |
| Tobol              | 1–1 (6–5 p) | Derry City          | 1–0      | 0–1      |
| Bodø/Glimt         | 6–0         | Pyunik              | 3–0      | 3–0      |

Notas
1. ↑  Ordem das partidas invertida após o sorteio original.

## Rodada de Play-off
O sorteio para o play-off foi realizado em 7 de agosto de 2023.
A primeira partida será disputada em 24 de agosto e a segunda partida em 31 de agosto de 2023.
| Equipe 1        | Total | Equipe 2     | 1.º jogo | 2.º jogo |
| --------------- | ----- | ------------ | -------- | -------- |
| Ballkani        | 5–2   | BATE Borisov | 4–1      | 0–1      |
| Žalgiris        | 0–7   | Ferencváros  | 0–4      | 0–3      |
| Struga          | 0–2   | Breiðablik   | 0–1      | 0–1      |
| Farul Constanța | 2–3   | HJK          | 2–1      | 0–2      |
| Astana          | 2–1   | Partizani    | 1–0      | 1–1      |

| Equipe 1            | Total       | Equipe 2            | 1.º jogo | 2.º jogo |
| ------------------- | ----------- | ------------------- | -------- | -------- |
| Levski Sofia        | 1–3         | Eintracht Frankfurt | 1–1      | 0–2      |
| Gent                | 3–2         | APOEL               | 2–0      | 1–2      |
| Spartak Trnava      | 3–2 (pro)   | Dnipro-1            | 1–1      | 2–1      |
| Sepsi OSK           | 4–5 (pro)   | Bodø/Glimt          | 2–2      | 2–3      |
| Tobol               | 1–5         | Viktoria Plzeň      | 1–2      | 0–3      |
| Hibernian           | 0–8         | Aston Villa         | 0–5      | 0–3      |
| Midtjylland         | 4–4 (5–6 p) | Legia Varsóvia      | 3–3      | 1–1      |
| Lille               | 3–2         | Rijeka              | 2–1      | 1–1      |
| Genk                | 2–2 (5–4 p) | Adana Demirspor     | 2–1      | 0–1      |
| Fenerbahçe          | 6–1         | Twente              | 5–1      | 1–0      |
| Dynamo Kyiv         | 2–4         | Beşiktaş            | 2–3      | 0–1      |
| AZ Alkmaar          | 4–4 (6–5 p) | Brann               | 1–1      | 3–3      |
| Rapid Wien          | 1–2         | Fiorentina          | 1–0      | 0–2      |
| Heart of Midlothian | 1–6         | PAOK                | 1–2      | 0–4      |
| Nordsjælland        | 6–0         | Partizan Belgrado   | 5–0      | 1–0      |
| Osasuna             | 3–4         | Brugge              | 1–2      | 2–2      |
| Maccabi Tel Aviv    | 5–2         | Celje               | 4–1      | 1–1      |

Notas
1. ↑  Ordem das partidas invertida após o sorteio original.

Os vencedores das eliminatórias avançam para a fase de grupos. Os perdedores serão eliminados das competições europeias da temporada.

## Fase de Grupos
Beşiktaş

O sorteio para a fase de grupos foi realizado em 1 de setembro de 2023. As 32 equipes foram divididas em oito grupos de quatro. Para o sorteio, os times foram divididos em quatro potes, cada um com oito times, com base nos coeficientes de seus clubes (CC). Equipes da mesma associação não podem ser sorteadas no mesmo grupo.
- 5 vencedores do play-off (Caminho dos Campeões)
- 17 vencedores da rodada de play-off (Caminho da Liga)
- 10 equipes eliminadas do play-off da Play–off da Liga Europa

### Potes
O sorteio da fase de grupos será realizado no dia 1 de Setembro de 2023.
| Pote 1              | Coef.  |
| ------------------- | ------ |
| Eintracht Frankfurt | 77.000 |
| Dínamo Zagreb       | 55.000 |
| Brugge              | 54.000 |
| AZ Alkmaar          | 47.500 |
| Gent                | 37.500 |
| Fenerbahçe          | 30.000 |
| Lille               | 30.000 |
| Ferencváros         | 27.000 |

| Pote 2             | Coef.  |
| ------------------ | ------ |
| PAOK               | 25.000 |
| Slovan Bratislava  | 24.500 |
| Maccabi Tel Aviv   | 24.000 |
| Viktoria Plzeň     | 22.000 |
| Aston Villa        | 21.914 |
| Ludogorets Razgrad | 21.000 |
| Fiorentina         | 20.000 |
| FK Bodø/Glimt      | 20.000 |

| Pote 3             | Coef.  |
| ------------------ | ------ |
| Genk               | 18.000 |
| Zorya Luhansk      | 16.000 |
| Astana             | 14.000 |
| Beşiktaş           | 14.000 |
| HJK                | 11.000 |
| Légia Varsóvia     | 11.000 |
| FC Spartak Trnava  | 10.500 |
| Olimpija Ljubljana | 9.000  |

| Pote 4          | Coef. |
| --------------- | ----- |
| Zrinjski Mostar | 8.500 |
| KÍ              | 8.000 |
| Aberdeen        | 8.000 |
| Čukarički       | 6.475 |
| Lugano          | 6.335 |
| Breiðablik      | 6.000 |
| Nordsjælland    | 5.565 |
| Ballkani        | 3.000 |

### Grupos

#### Grupo A
| Pos | Equipe             | Pts | J | V | E | D | GP | GC | SG | Classificado                               |  | LOSC | SBR | LJU | KÍ  |
| --- | ------------------ | --- | - | - | - | - | -- | -- | -- | ------------------------------------------ |  | ---- | --- | --- | --- |
| 1   | Lille              | 14  | 6 | 4 | 2 | 0 | 10 | 2  | +8 | Classificado às oitavas de final           |  | —    | 2–1 | 2–0 | 3–0 |
| 2   | Slovan Bratislava  | 10  | 6 | 3 | 1 | 2 | 8  | 7  | +1 | Classificado aos play-offs para fase final |  | 1–1  | —   | 1–2 | 2–1 |
| 3   | Olimpija Ljubljana | 6   | 6 | 2 | 0 | 4 | 4  | 9  | −5 | Eliminado                                  |  | 0–2  | 0–1 | —   | 2–0 |
| 4   | KÍ                 | 4   | 6 | 1 | 1 | 4 | 5  | 9  | −4 | Eliminado                                  |  | 0–0  | 1–2 | 3–0 | —   |

#### Grupo B
| Pos | Equipe           | Pts | J | V | E | D | GP | GC | SG  | Classificado                               |  | MTA | GNT | ZOR | BRE |
| --- | ---------------- | --- | - | - | - | - | -- | -- | --- | ------------------------------------------ |  | --- | --- | --- | --- |
| 1   | Maccabi Tel Aviv | 15  | 6 | 5 | 0 | 1 | 14 | 9  | +5  | Classificado às oitavas de final           |  | —   | 3–1 | 3–2 | 3–2 |
| 2   | Gent             | 13  | 6 | 4 | 1 | 1 | 16 | 7  | +9  | Classificado aos play-offs para fase final |  | 2–0 | —   | 4–1 | 5–0 |
| 3   | Zorya Luhansk    | 7   | 6 | 2 | 1 | 3 | 10 | 11 | −1  | Eliminado                                  |  | 1–3 | 1–1 | —   | 4–0 |
| 4   | Breiðablik       | 0   | 6 | 0 | 0 | 6 | 5  | 18 | −13 | Eliminado                                  |  | 1–2 | 2–3 | 0–1 | —   |

#### Grupo C
| Pos | Equipe         | Pts | J | V | E | D | GP | GC | SG | Classificado                               |  | PLZ | DZG | AST | BAL |
| --- | -------------- | --- | - | - | - | - | -- | -- | -- | ------------------------------------------ |  | --- | --- | --- | --- |
| 1   | Viktoria Plzeň | 18  | 6 | 6 | 0 | 0 | 9  | 1  | +8 | Classificado às oitavas de final           |  | —   | 1–0 | 3–0 | 1–0 |
| 2   | Dínamo Zagreb  | 9   | 6 | 3 | 0 | 3 | 10 | 5  | +5 | Classificado aos play-offs para fase final |  | 0–1 | —   | 5–1 | 3–0 |
| 3   | Astana         | 4   | 6 | 1 | 1 | 4 | 4  | 13 | −9 | Eliminado                                  |  | 1–2 | 0–2 | —   | 0–0 |
| 4   | Ballkani       | 4   | 6 | 1 | 1 | 4 | 3  | 7  | −4 | Eliminado                                  |  | 0–1 | 2–0 | 1–2 | —   |

1. 1 2  Pontos de confronto direto: Astana 4, Ballkani 1.

#### Grupo D
| Pos | Equipe        | Pts | J | V | E | D | GP | GC | SG  | Classificado                               |  | BRU | BOD | BES | LUG |
| --- | ------------- | --- | - | - | - | - | -- | -- | --- | ------------------------------------------ |  | --- | --- | --- | --- |
| 1   | Brugge        | 16  | 6 | 5 | 1 | 0 | 15 | 3  | +12 | Classificado às oitavas de final           |  | —   | 3–1 | 1–1 | 2–0 |
| 2   | FK Bodø/Glimt | 10  | 6 | 3 | 1 | 2 | 11 | 8  | +3  | Classificado aos play-offs para fase final |  | 0–1 | —   | 3–1 | 5–2 |
| 3   | Beşiktaş      | 4   | 6 | 1 | 1 | 4 | 7  | 14 | −7  | Eliminado                                  |  | 0–5 | 1–2 | —   | 2–3 |
| 4   | Lugano        | 4   | 6 | 1 | 1 | 4 | 6  | 14 | −8  | Eliminado                                  |  | 1–3 | 0–0 | 0–2 | —   |

1. 1 2  Classificado no saldo de gols no confronto direto: Beşiktaş +1, Lugano –1

#### Grupo E
| Pos | Equipe          | Pts | J | V | E | D | GP | GC | SG | Classificado                               |  | AVL | LEG | AZ  | ZRI |
| --- | --------------- | --- | - | - | - | - | -- | -- | -- | ------------------------------------------ |  | --- | --- | --- | --- |
| 1   | Aston Villa     | 13  | 6 | 4 | 1 | 1 | 12 | 7  | +5 | Classificado às oitavas de final           |  | —   | 2–1 | 2–1 | 1–0 |
| 2   | Légia Varsóvia  | 12  | 6 | 4 | 0 | 2 | 10 | 6  | +4 | Classificado aos play-offs para fase final |  | 3–2 | —   | 2–0 | 2–0 |
| 3   | AZ Alkmaar      | 6   | 6 | 2 | 0 | 4 | 7  | 12 | −5 | Eliminado                                  |  | 1–4 | 1–0 | —   | 1–0 |
| 4   | Zrinjski Mostar | 4   | 6 | 1 | 1 | 4 | 6  | 10 | −4 | Eliminado                                  |  | 1–1 | 1–2 | 4–3 | —   |

#### Grupo F
| Pos | Equipe      | Pts | J | V | E | D | GP | GC | SG  | Classificado                               |  | FIO | FER | GNK | ČUK |
| --- | ----------- | --- | - | - | - | - | -- | -- | --- | ------------------------------------------ |  | --- | --- | --- | --- |
| 1   | Fiorentina  | 12  | 6 | 3 | 3 | 0 | 14 | 6  | +8  | Classificado às oitavas de final           |  | —   | 2–2 | 2–1 | 6–0 |
| 2   | Ferencváros | 10  | 6 | 2 | 4 | 0 | 9  | 6  | +3  | Classificado aos play-offs para fase final |  | 1–1 | —   | 1–1 | 3–1 |
| 3   | Genk        | 9   | 6 | 2 | 3 | 1 | 8  | 5  | +3  | Eliminado                                  |  | 2–2 | 0–0 | —   | 2–0 |
| 4   | Čukarički   | 0   | 6 | 0 | 0 | 6 | 2  | 16 | −14 | Eliminado                                  |  | 0–1 | 1–2 | 0–2 | —   |

#### Grupo G
| Pos | Equipe              | Pts | J | V | E | D | GP | GC | SG  | Classificado                               |  | PAOK | FRA | ABE | HJK |
| --- | ------------------- | --- | - | - | - | - | -- | -- | --- | ------------------------------------------ |  | ---- | --- | --- | --- |
| 1   | PAOK                | 16  | 6 | 5 | 1 | 0 | 16 | 10 | +6  | Classificado às oitavas de final           |  | —    | 2–1 | 2–2 | 4–2 |
| 2   | Eintracht Frankfurt | 9   | 6 | 3 | 0 | 3 | 11 | 7  | +4  | Classificado aos play-offs para fase final |  | 1–2  | —   | 2–1 | 6–0 |
| 3   | Aberdeen            | 6   | 6 | 1 | 3 | 2 | 10 | 10 | 0   | Eliminado                                  |  | 2–3  | 2–0 | —   | 1–1 |
| 4   | HJK                 | 2   | 6 | 0 | 2 | 4 | 7  | 17 | −10 | Eliminado                                  |  | 2–3  | 0–1 | 2–2 | —   |

#### Grupo H
| Pos | Equipe             | Pts | J | V | E | D | GP | GC | SG  | Classificado                               |  | FEN | LUD | NOR | TRN |
| --- | ------------------ | --- | - | - | - | - | -- | -- | --- | ------------------------------------------ |  | --- | --- | --- | --- |
| 1   | Fenerbahçe         | 12  | 6 | 4 | 0 | 2 | 13 | 11 | +2  | Classificado às oitavas de final           |  | —   | 3–1 | 3–1 | 4–0 |
| 2   | Ludogorets Razgrad | 12  | 6 | 4 | 0 | 2 | 11 | 11 | 0   | Classificado aos play-offs para fase final |  | 2–0 | —   | 1–0 | 4–0 |
| 3   | Nordsjælland       | 10  | 6 | 3 | 1 | 2 | 17 | 7  | +10 | Eliminado                                  |  | 6–1 | 7–1 | —   | 1–1 |
| 4   | FC Spartak Trnava  | 1   | 6 | 0 | 1 | 5 | 3  | 15 | −12 | Eliminado                                  |  | 1–2 | 1–2 | 0–2 | —   |

1. 1 2  Empatado nos resultados do confronto direto. Saldo geral de gols usado como critério de desempate.

## Fase Final

### Equipes classificadas
| Grupo | Líderes de grupo (Oitavas de Final) | Vice-líderes de grupo (Play-offs) | 3º lugar dos grupos da Liga Europa (Play-offs) |
| ----- | ----------------------------------- | --------------------------------- | ---------------------------------------------- |
| A     | Lille                               | Slovan Bratislava                 | Olympiacos                                     |
| B     | Maccabi Tel Aviv                    | Gent                              | Ajax                                           |
| C     | Viktoria Plzeň                      | Dínamo Zagreb                     | Betis                                          |
| D     | Brugge                              | Bodø/Glimt                        | Sturm Graz                                     |
| E     | Aston Villa                         | Légia Varsóvia                    | Union Saint-Gilloise                           |
| F     | Fiorentina                          | Ferencváros                       | Maccabi Haifa                                  |
| G     | PAOK                                | Eintracht Frankfurt               | Servette                                       |
| H     | Fenerbahçe                          | Ludogorets Razgrad                | Molde                                          |

### Play-offs
O sorteio dos play-offs da fase eliminatória foi realizado no dia 18 de dezembro de 2023, às 13h00 CET. A partida de ida será disputada no dia 15 de fevereiro, e a partida de volta será disputada no dia 22 de fevereiro.
| Equipe 1             | Total     | Equipe 2            | 1.º jogo | 2.º jogo |
| -------------------- | --------- | ------------------- | -------- | -------- |
| Sturm Graz           | 5–1       | Slovan Bratislava   | 4–1      | 1–0      |
| Servette             | 1–0       | Ludogorets Razgrad  | 0–0      | 1–0      |
| Union Saint-Gilloise | 4–3       | Eintracht Frankfurt | 2–2      | 2–1      |
| Betis                | 1–2       | Dínamo Zagreb       | 0–1      | 1–1      |
| Olympiacos           | 2–0       | Ferencváros         | 1–0      | 1–0      |
| Ajax                 | 4–3 (pro) | Bodø/Glimt          | 2–2      | 2–1      |
| Molde                | 6–2       | Légia Varsóvia      | 3–2      | 3–0      |
| Maccabi Haifa        | 2–1       | Gent                | 1–0      | 1–1      |

### Esquema
Em itálico, as equipes que possuem o mando de campo no confronto e em negrito as equipes classificadas.
|  | Oitavas de final     | Oitavas de final | Oitavas de final | Oitavas de final |       |                   | Quartas de final | Quartas de final | Quartas de final | Quartas de final |  |             | Semifinais    | Semifinais    | Semifinais    | Semifinais    |            |   | Final      | Final      |
|  | 7 e 14 de março      | 7 e 14 de março  | 7 e 14 de março  | 7 e 14 de março  |       |                   | 11 e 18 de abril | 11 e 18 de abril | 11 e 18 de abril | 11 e 18 de abril |  |             | 2 e 9 de maio | 2 e 9 de maio | 2 e 9 de maio | 2 e 9 de maio |            |   | 29 de maio | 29 de maio |
|  |                      |                  |                  |                  |       |                   |                  |                  |                  |                  |  |             |               |               |               |               |            |   |            |            |
|  | Ajax                 | 0                | 0                | 0                |       |                   |                  |                  |                  |                  |  |             |               |               |               |               |            |   |            |            |
|  | Aston Villa          | 0                | 4                | 4                |       |                   |                  |                  |                  |                  |  |             |               |               |               |               |            |   |            |            |
|  | Aston Villa          | 0                | 4                | 4                |       | Aston Villa (pen) | 2                | 1                | 3 (4)            |                  |  |             |               |               |               |               |            |   |            |            |
|  |                      |                  |                  |                  |       | Aston Villa (pen) | 2                | 1                | 3 (4)            |                  |  |             |               |               |               |               |            |   |            |            |
|  |                      | Lille            | 1                | 2                | 3 (3) |                   |                  |                  |                  |                  |  |             |               |               |               |               |            |   |            |            |
|  | Sturm Graz           | Lille            | 1                | 2                | 3 (3) | 0                 | 1                | 1                |                  |                  |  |             |               |               |               |               |            |   |            |            |
|  | Sturm Graz           |                  |                  |                  |       | 0                 | 1                | 1                |                  |                  |  |             |               |               |               |               |            |   |            |            |
|  | Lille                | 3                | 1                | 4                |       |                   |                  |                  |                  |                  |  |             |               |               |               |               |            |   |            |            |
|  | Lille                | 3                | 1                | 4                |       |                   |                  |                  |                  |                  |  | Aston Villa | 2             | 0             | 2             |               |            |   |            |            |
|  |                      |                  |                  |                  |       |                   |                  |                  |                  |                  |  | Aston Villa | 2             | 0             | 2             |               |            |   |            |            |
|  |                      | Olympiacos       | 4                | 2                | 6     |                   |                  |                  |                  |                  |  |             |               |               |               |               |            |   |            |            |
|  | Olympiacos (pro)     | Olympiacos       | 4                | 2                | 6     | 1                 | 6                | 7                |                  |                  |  |             |               |               |               |               |            |   |            |            |
|  | Olympiacos (pro)     |                  |                  |                  |       | 1                 | 6                | 7                |                  |                  |  |             |               |               |               |               |            |   |            |            |
|  | Maccabi Tel Aviv     | 4                | 1                | 5                |       |                   |                  |                  |                  |                  |  |             |               |               |               |               |            |   |            |            |
|  | Maccabi Tel Aviv     | 4                | 1                | 5                |       | Olympiacos (pen)  | 3                | 0                | 3 (3)            |                  |  |             |               |               |               |               |            |   |            |            |
|  |                      |                  |                  |                  |       | Olympiacos (pen)  | 3                | 0                | 3 (3)            |                  |  |             |               |               |               |               |            |   |            |            |
|  |                      | Fenerbahçe       | 2                | 1                | 3 (2) |                   |                  |                  |                  |                  |  |             |               |               |               |               |            |   |            |            |
|  | Union Saint-Gilloise | Fenerbahçe       | 2                | 1                | 3 (2) | 0                 | 1                | 1                |                  |                  |  |             |               |               |               |               |            |   |            |            |
|  | Union Saint-Gilloise |                  |                  |                  |       | 0                 | 1                | 1                |                  |                  |  |             |               |               |               |               |            |   |            |            |
|  | Fenerbahçe           | 3                | 0                | 3                |       |                   |                  |                  |                  |                  |  |             |               |               |               |               |            |   |            |            |
|  | Fenerbahçe           | 3                | 0                | 3                |       |                   |                  |                  |                  |                  |  |             |               |               |               |               | Olympiacos | 1 |            |            |
|  |                      |                  |                  |                  |       |                   |                  |                  |                  |                  |  |             |               |               |               |               |            | 1 |            |            |
|  |                      | Fiorentina       | 0                |                  |       |                   |                  |                  |                  |                  |  |             |               |               |               |               |            |   |            |            |
|  | Servette             | Fiorentina       | 0                | 0                | 0     | 0 (1)             |                  |                  |                  |                  |  |             |               |               |               |               |            |   |            |            |
|  | Servette             |                  |                  | 0                | 0     | 0 (1)             |                  |                  |                  |                  |  |             |               |               |               |               |            |   |            |            |
|  | Viktoria Plzeň (pen) | 0                | 0                | 0 (3)            |       |                   |                  |                  |                  |                  |  |             |               |               |               |               |            |   |            |            |
|  | Viktoria Plzeň (pen) | 0                | 0                | 0 (3)            |       | Viktoria Plzeň    | 0                | 0                | 0                |                  |  |             |               |               |               |               |            |   |            |            |
|  |                      |                  |                  |                  |       | Viktoria Plzeň    | 0                | 0                | 0                |                  |  |             |               |               |               |               |            |   |            |            |
|  |                      | Fiorentina (pro) | 0                | 2                | 2     |                   |                  |                  |                  |                  |  |             |               |               |               |               |            |   |            |            |
|  | Maccabi Haifa        | Fiorentina (pro) | 0                | 2                | 2     | 3                 | 1                | 4                |                  |                  |  |             |               |               |               |               |            |   |            |            |
|  | Maccabi Haifa        |                  |                  |                  |       | 3                 | 1                | 4                |                  |                  |  |             |               |               |               |               |            |   |            |            |
|  | Fiorentina           | 4                | 1                | 5                |       |                   |                  |                  |                  |                  |  |             |               |               |               |               |            |   |            |            |
|  | Fiorentina           | 4                | 1                | 5                |       |                   |                  |                  |                  |                  |  | Fiorentina  | 3             | 1             | 4             |               |            |   |            |            |
|  |                      |                  |                  |                  |       |                   |                  |                  |                  |                  |  | Fiorentina  | 3             | 1             | 4             |               |            |   |            |            |
|  |                      | Brugge           | 2                | 1                | 3     |                   |                  |                  |                  |                  |  |             |               |               |               |               |            |   |            |            |
|  | Molde                | Brugge           | 2                | 1                | 3     | 2                 | 0                | 2                |                  |                  |  |             |               |               |               |               |            |   |            |            |
|  | Molde                |                  |                  |                  |       | 2                 | 0                | 2                |                  |                  |  |             |               |               |               |               |            |   |            |            |
|  | Brugge               | 1                | 3                | 4                |       |                   |                  |                  |                  |                  |  |             |               |               |               |               |            |   |            |            |
|  | Brugge               | 1                | 3                | 4                |       | Brugge            | 1                | 2                | 3                |                  |  |             |               |               |               |               |            |   |            |            |
|  |                      |                  |                  |                  |       | Brugge            | 1                | 2                | 3                |                  |  |             |               |               |               |               |            |   |            |            |
|  |                      | PAOK             | 0                | 0                | 0     |                   |                  |                  |                  |                  |  |             |               |               |               |               |            |   |            |            |
|  | Dínamo Zagreb        | PAOK             | 0                | 0                | 0     | 2                 | 1                | 3                |                  |                  |  |             |               |               |               |               |            |   |            |            |
|  | Dínamo Zagreb        |                  |                  |                  |       | 2                 | 1                | 3                |                  |                  |  |             |               |               |               |               |            |   |            |            |
|  | PAOK                 | 0                | 5                | 5                |       |                   |                  |                  |                  |                  |  |             |               |               |               |               |            |   |            |            |

### Oitavas de final
O sorteio das oitavas de final foi realizado em 23 de fevereiro de 2024, às 12h CET. A partida de ida foi disputada em 7 de março e a partida de volta em 14 de março de 2024.
| Equipe 1             | Total       | Equipe 2         | 1.º jogo | 2.º jogo |
| -------------------- | ----------- | ---------------- | -------- | -------- |
| Sturm Graz           | 1–4         | Lille            | 0–3      | 1–1      |
| Olympiacos           | 7–5 (pro)   | Maccabi Tel Aviv | 1–4      | 6–1      |
| Servette             | 0–0 (1–3 p) | Viktoria Plzeň   | 0–0      | 0–0      |
| Molde                | 2–4         | Brugge           | 2–1      | 0–3      |
| Ajax                 | 0–4         | Aston Villa      | 0–0      | 0–4      |
| Maccabi Haifa        | 4–5         | Fiorentina       | 3–4      | 1–1      |
| Dínamo Zagreb        | 3–5         | PAOK             | 2–0      | 1–5      |
| Union Saint-Gilloise | 1–3         | Fenerbahçe       | 0–3      | 1–0      |

### Quartas de final
O sorteio das quartas de final foi realizado no dia 15 de março de 2024, às 13h CET. A partida de ida foi disputada em 11 de abril e a partida de volta em 18 de abril de 2024.
| Equipe 1       | Total       | Equipe 2   | 1.º jogo | 2.º jogo |
| -------------- | ----------- | ---------- | -------- | -------- |
| Brugge         | 3–0         | PAOK       | 1–0      | 2–0      |
| Olympiacos     | 3–3 (3–2 p) | Fenerbahçe | 3–2      | 0–1      |
| Aston Villa    | 3–3 (4–3 p) | Lille      | 2–1      | 1–2      |
| Viktoria Plzeň | 0–2 (pro)   | Fiorentina | 0–0      | 0–2      |

### Semifinais
O sorteio das semifinais foi realizado no dia 15 de março de 2024, às 13h CET após o sorteio das quartas de final.  A partida de ida foi disputada em 2 de maio e a partida de volta em 8 e 9 de maio de 2024.
| Equipe 1    | Total | Equipe 2   | 1.º jogo | 2.º jogo |
| ----------- | ----- | ---------- | -------- | -------- |
| Aston Villa | 2–6   | Olympiacos | 2–4      | 0–2      |
| Fiorentina  | 4–3   | Brugge     | 3–2      | 1–1      |

### Final
A final foi disputada em 29 de maio de 2024, no Estádio Agia Sophia, em Atenas. O sorteio foi realizado no dia 15 de março de 2024, após os sorteios das quartas e semifinais, para determinar a equipe “da casa” para fins administrativos. 
| 29 de maio de 2024 | Olympiacos    | 1 – 0 (pro) | Fiorentina | Estádio Agia Sophia, Atenas                    |
| 20:00 (UTC+1)      | El Kaabi 116' | Relatório   |            | Público: 26 842 Árbitro: POR Artur Soares Dias |

## Estatísticas

### Artilharia
| Pos. | Jogador             | Equipe           | Gols | Minutos jogados |
| ---- | ------------------- | ---------------- | ---- | --------------- |
| 1    | Ayoub El Kaabi      | Olympiacos       | 11   | 845             |
| 2    | Eran Zahavi         | Maccabi Tel Aviv | 8    | 726             |
| 3    | Bruno Petković      | Dínamo Zagreb    | 7    | 608             |
| 4    | Hans Vanaken        | Brugge           | 6    | 990             |
| 5    | Fredrik Gulbrandsen | Molde            | 5    | 349             |
| 5    | Benjamin Nygren     | Nordsjælland     | 5    | 368             |
| 5    | Gift Orban          | Gent             | 5    | 389             |
| 5    | Yusuf Yazıcı        | Lille            | 5    | 663             |
| 5    | Dor Peretz          | Maccabi Tel Aviv | 5    | 750             |
| 5    | Igor Thiago         | Brugge           | 5    | 758             |
| 5    | Ollie Watkins       | Aston Villa      | 5    | 775             |

### Assistências
| Pos. | Jogador             | Equipe              | Assists. | Minutos jogados |
| ---- | ------------------- | ------------------- | -------- | --------------- |
| 1    | Farès Chaïbi        | Eintracht Frankfurt | 6        | 538             |
| 1    | Moussa Diaby        | Aston Villa         | 6        | 771             |
| 3    | Fred                | Fenerbahçe          | 5        | 502             |
| 3    | Rémy Cabella        | Lille               | 5        | 535             |
| 3    | Daniel Podence      | Olympiacos          | 5        | 601             |
| 3    | Gavriel Kanichowsky | Maccabi Tel Aviv    | 5        | 632             |
| 3    | Sebastian Szymański | Fenerbahçe          | 5        | 636             |
| 3    | Michał Skóraś       | Brugge              | 5        | 644             |
| 3    | Douglas Luiz        | Aston Villa         | 5        | 901             |